# Burnt House (Virginia Occidental)
Burnt House es un área no incorporada ubicada dentro del Distrito Murphy, una división civil menor del condado de Ritchie, Virginia Occidental, Estados Unidos. Está catalogada como un asentamiento humano por la Junta de Nombres Geográficos de los Estados Unidos.
El número de identificación (ID) asignado por el Servicio Geológico de Estados Unidos es 1554036.

## Geografía
Se encuentra a una altitud de 249 metros sobre el nivel del mar (817 pies) según el conjunto de datos de elevación nacional.